# Revel-Tourdan
Revel-Tourdan ist eine französische Gemeinde mit 1.050 Einwohnern (Stand: 1. Januar 2022) im Département Isère in der Region Auvergne-Rhône-Alpes; sie gehört zum Arrondissement Vienne und zum Kanton Roussillon. Die Einwohner werden Tourvellois genannt.

## Geografie
Die Gemeinde Revel-Tourdan liegt 23 Kilometer südöstlich von Vienne am Fluss Dolon, der die Gemeinde im Norden begrenzt. Umgeben wird Revel-Tourdan von den Nachbargemeinden Primarette im Norden, Pisieu im Osten, Beaurepaire im Süden, Pact im Südwesten und Westen sowie Moissieu-sur-Dolon im Nordwesten.

## Bevölkerungsentwicklung
| Jahr                       | 1962 | 1968 | 1975 | 1982 | 1990 | 1999 | 2010 | 2021 |
| Einwohner                  | 473  | 531  | 549  | 630  | 794  | 842  | 1024 | 1044 |
| Quellen: Cassini und INSEE |      |      |      |      |      |      |      |      |

## Sehenswürdigkeiten
- Prioratskirche Notre-Dame in Tourdan aus dem 12. Jahrhundert, Monument historique seit 2011
- Kirche Saint-Jean-Baptiste aus dem 12. Jahrhundert mit Umbauten aus dem 15. Jahrhundert
- Schloss Barbarin, Wehrhaus aus dem 14. Jahrhundert, Monument historique seit 2011
- Turmhügelburg Le Saut du Chevalier aus dem 11. Jahrhundert
- Reste des Festen Hauses von Barbarin aus dem 15. Jahrhundert

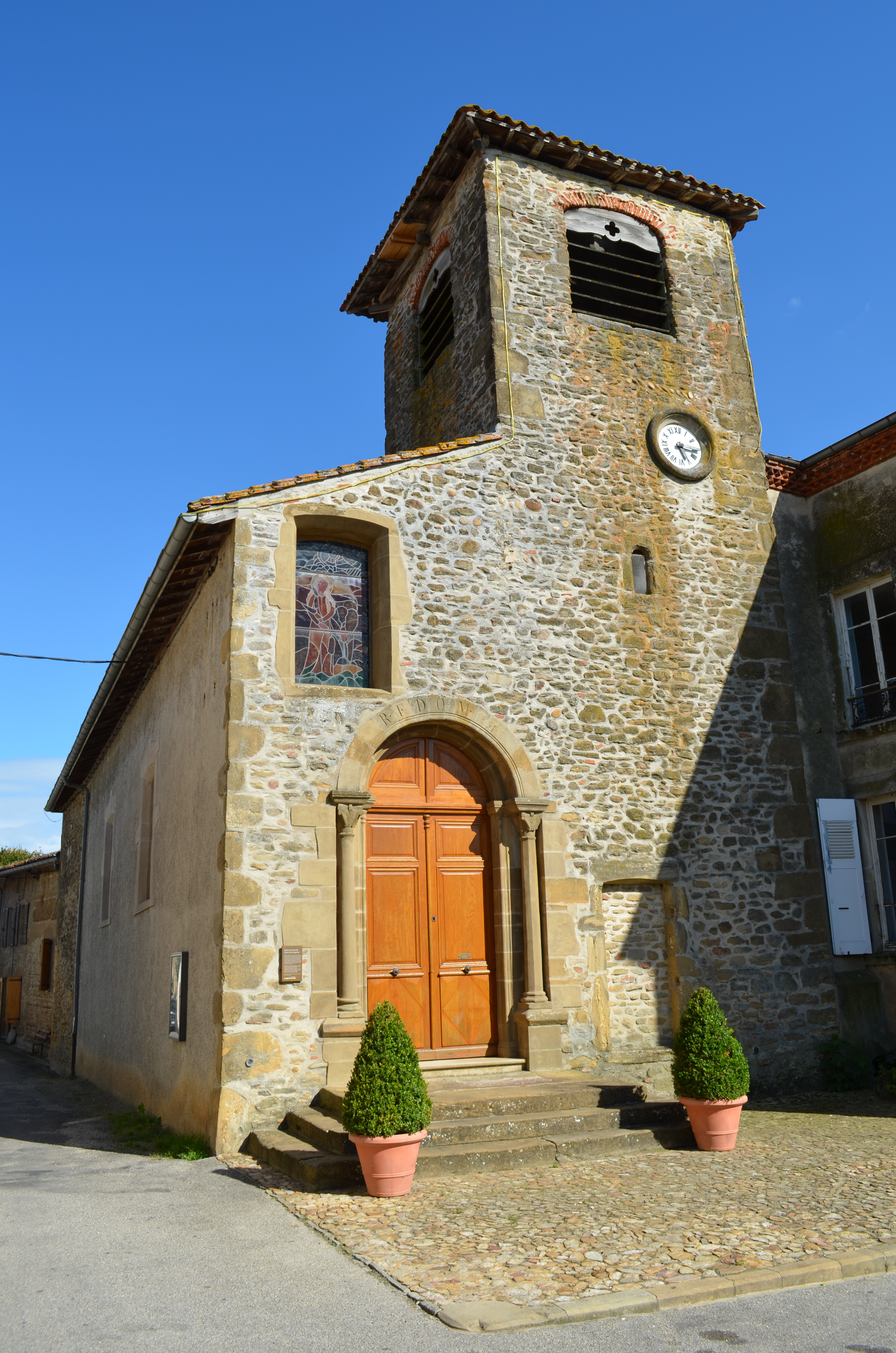
Kirche Saint-Jean-Baptiste
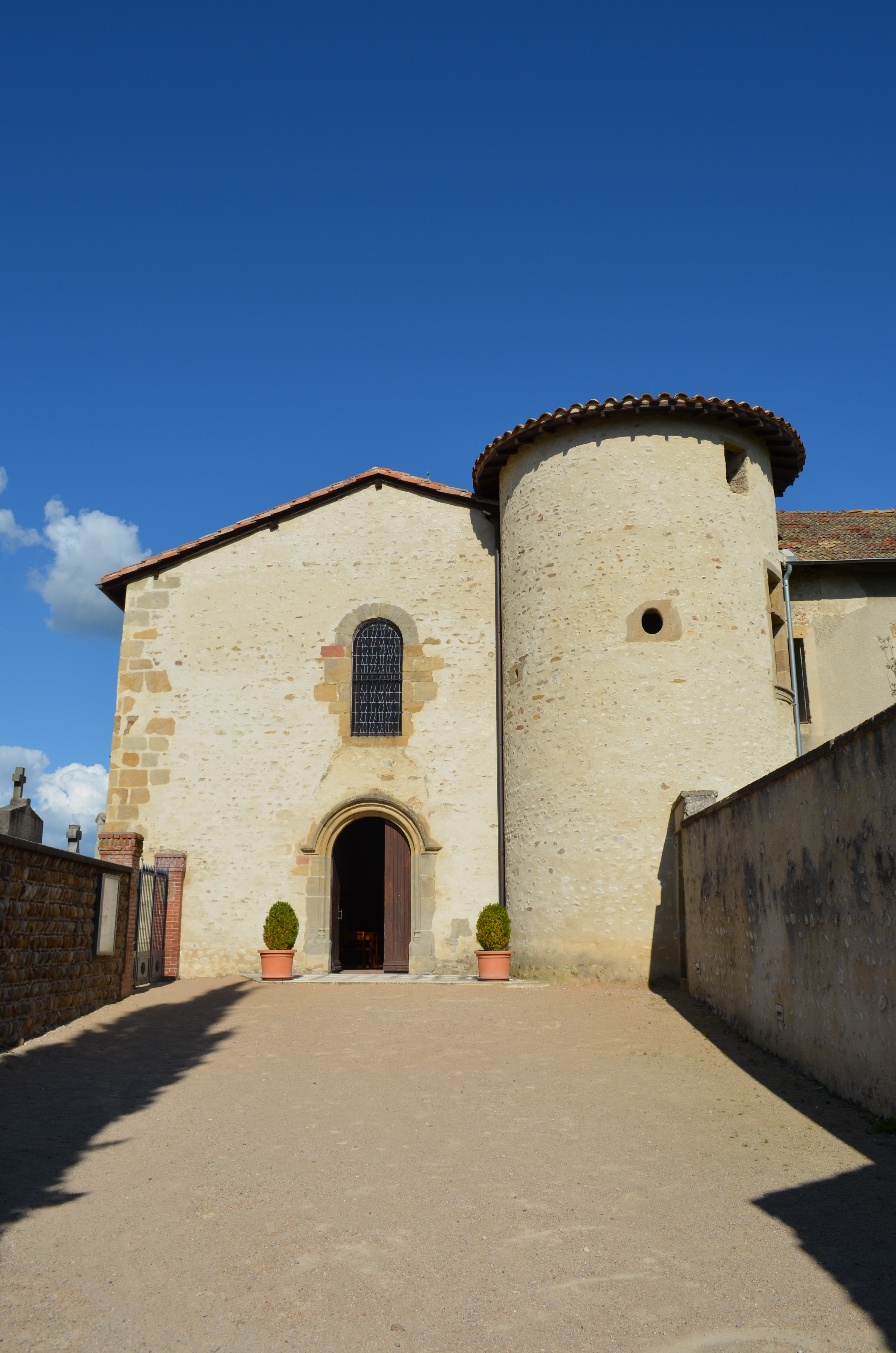
Prioratskirche Notre-Dame
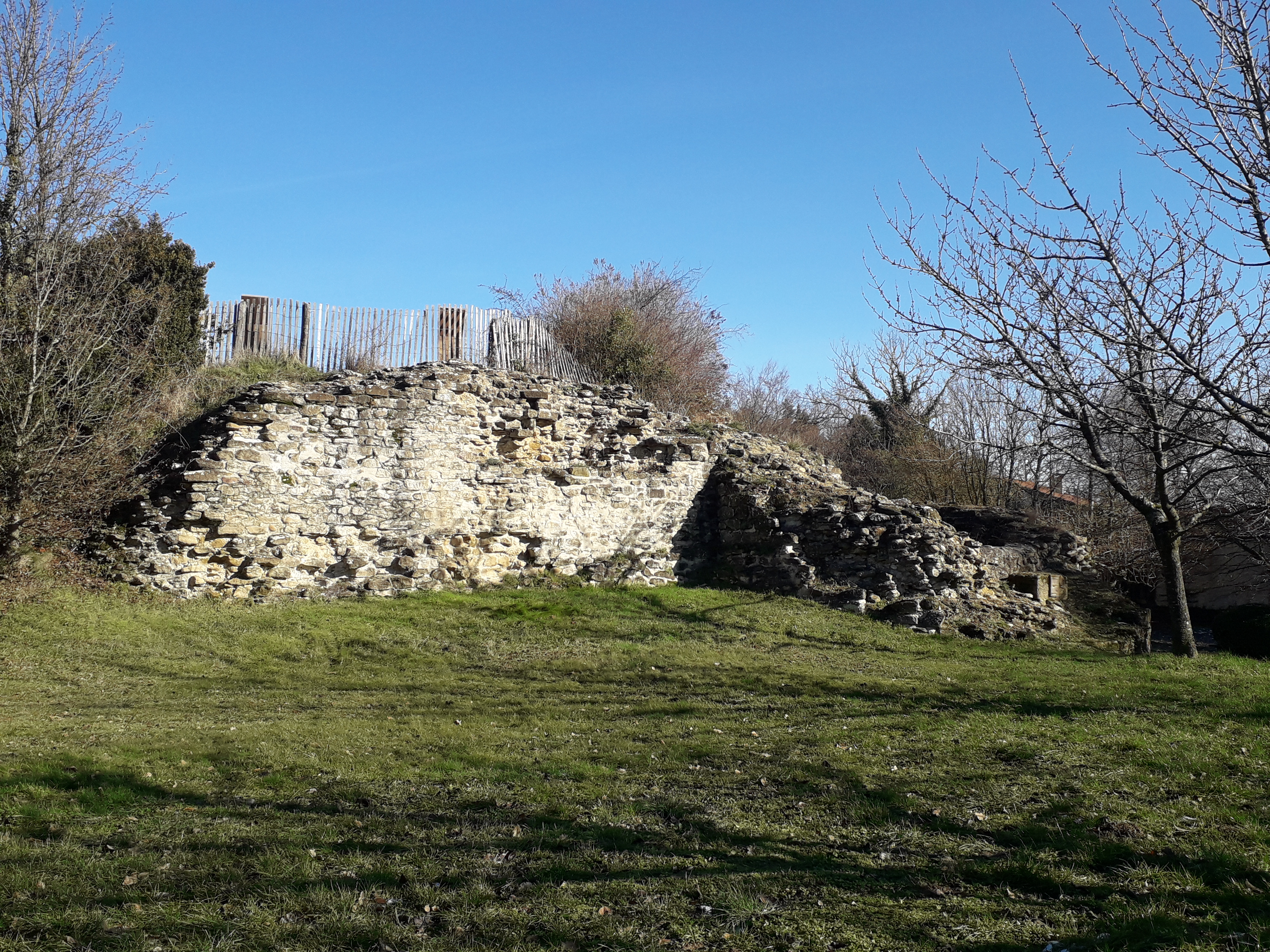
Ruinen der ehemaligen Burg Revel
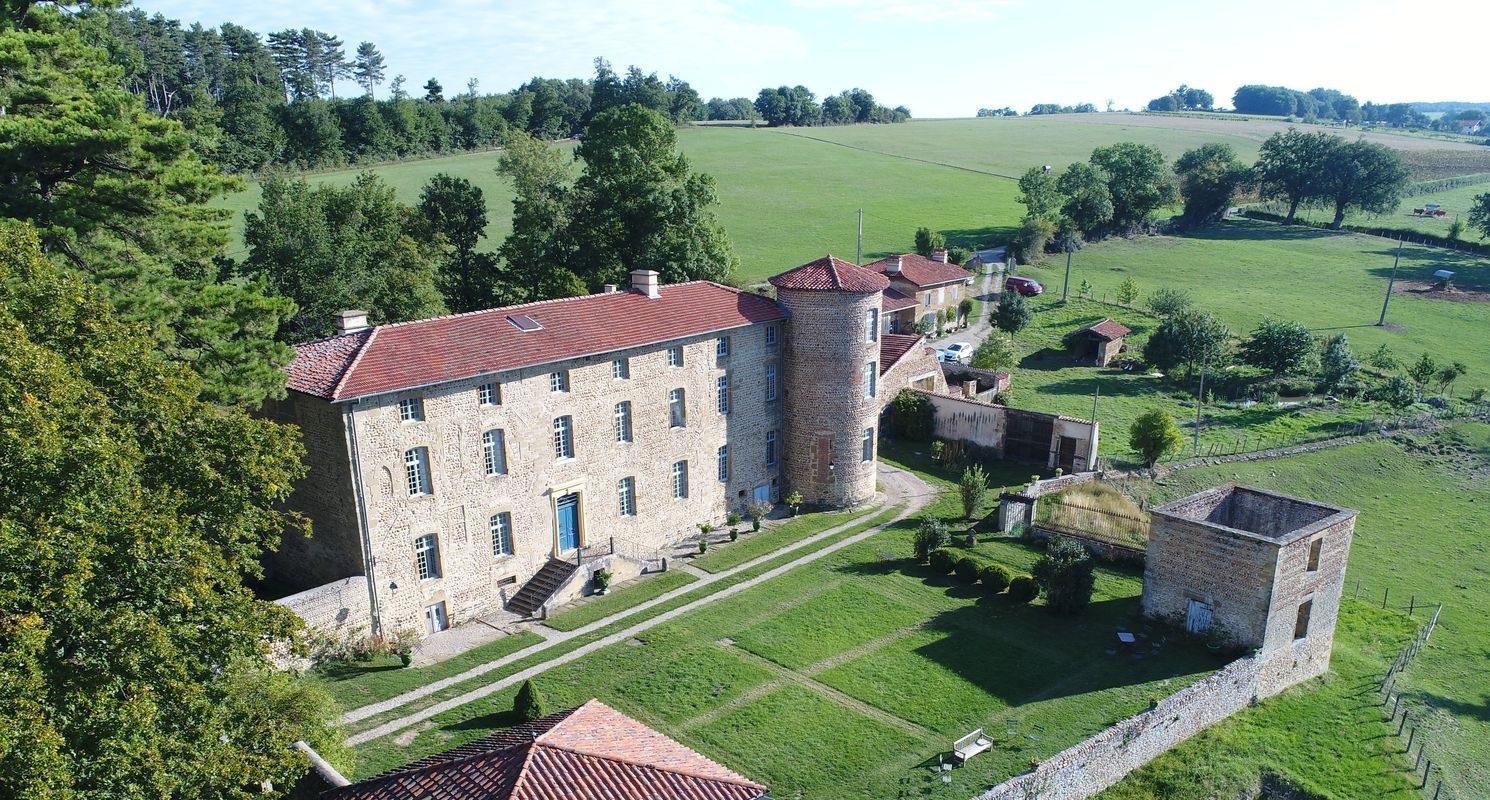
Schloss Barbarin
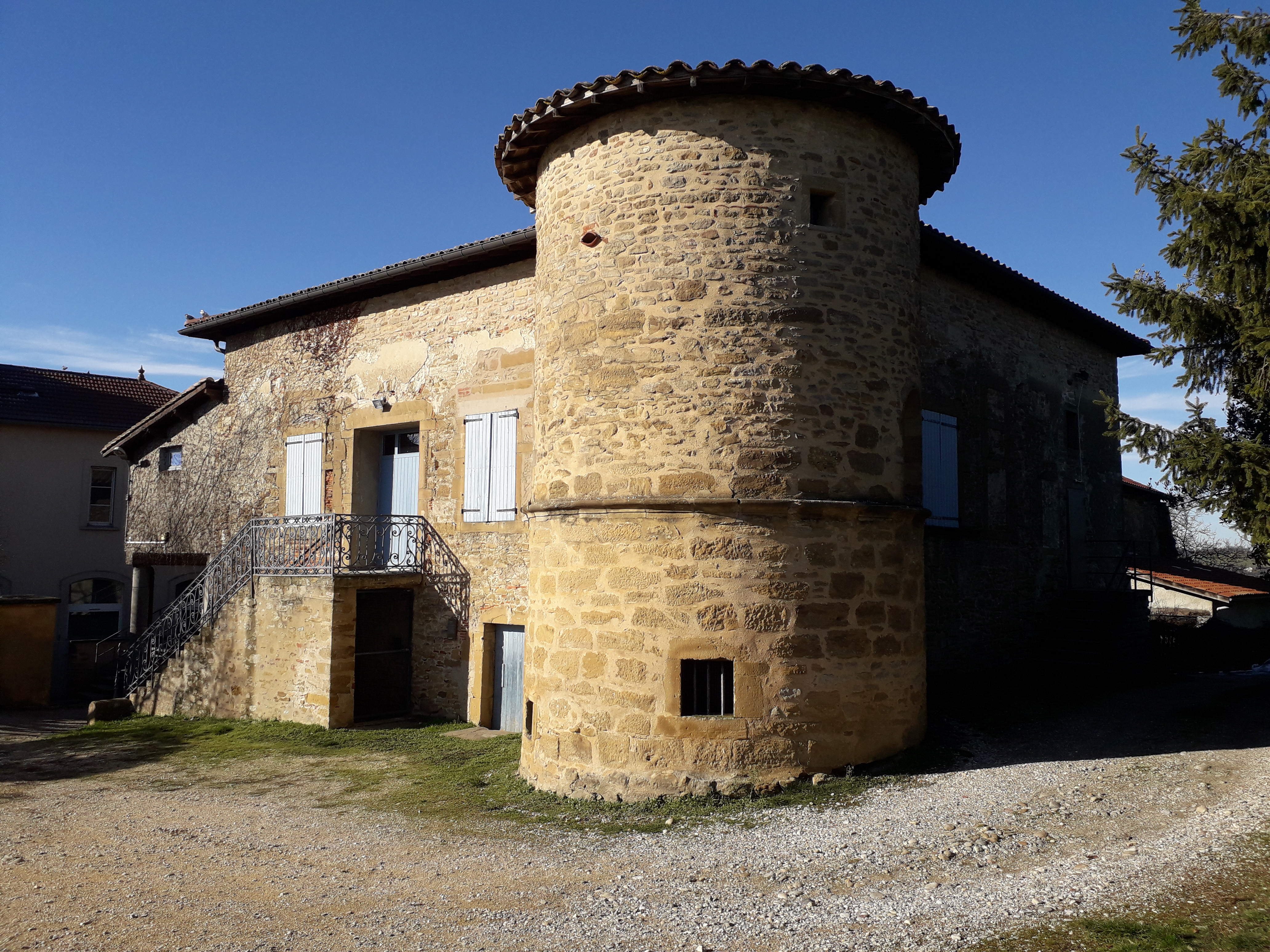
Festes Haus Buffevent

## Gemeindepartnerschaft
Mit der spanischen Gemeinde Sant Martí de Tous in Katalonien besteht seit 1996 eine Partnerschaft.